# Bataille de Parabiago
Lutte pour la Seigneurie de Milan

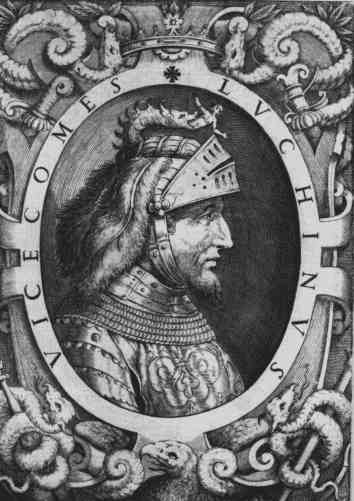
Luchino Visconti

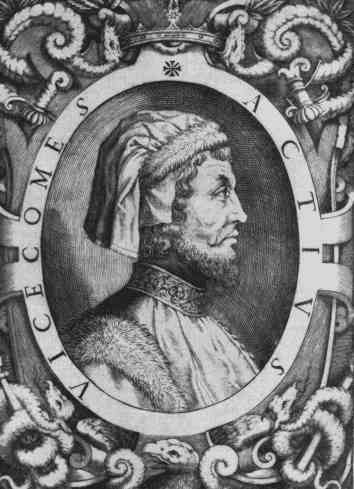
Azzon Visconti, seigneur de Milan.

La bataille de Parabiago eut lieu le 21 février 1339 dans la campagne de la localité de Parabiago située dans l'actuelle province de Milan entre les troupes milanaises d'Azzon Visconti, conduites par son oncle  Luchino, et la Compagnia di San Giorgio de son autre oncle Lodrisio, prétendant à la seigneurie de Milan. La victoire fut remportée par les Milanais.

## Histoire
La bataille de Parabiago se déroula au mois de février 1339 dans la campagne près de Parabiago, en Lombardie, au nord de l'Italie, entre l'armée milanaise et la Compagnia di San Giorgio, mercenaires du condottière Lodrisio Visconti membre exilé de la famille Visconti, alors au pouvoir à Milan avec une sorte de triumvirat formé par Azzon Visconti et ses oncles, Luchino et l'archevêque Giovanni Visconti, tous frères de Lodrisio. 
Afin de retourner victorieusement dans sa ville, Lodrisio a engagé 2 500 chevaliers, principalement d'Allemagne et 1 000 fantassins suisses qui avaient combattu dans la guerre infructueuse de Mastino II della Scala pour l'hégémonie en Italie du Nord. Ces unités étaient commandées par Werner von Urslingen et Konrad von Landau.

### Localisation
La bataille de Parabiago se déroula dans la campagne près de Parabiago, en Lombardie, au nord de l'Italie.

### Déroulement
Lodrisio Visconti entre en Lombardie à la fin de janvier en 1339, en battant les Milanais à Rivolta d'Adda, Cernusco sul Naviglio, Sesto di Monza et Legnano, où il est rejoint par les troupes de Scaliger. Luchino Visconti décide d'aller affronter la Compagnia di San Giorgio avec sa milice citoyenne et 700 chevaliers provenant de Savoie sous les ordres du Bolonais Ettore da Panigo. Azzon, souffrant de la goutte, est resté à Milan.
Le 20 février 1339, avec la neige au sol, l'armée de Lodrisio attaque un des deux corps d'armée qui composait l'armée milanaise, et qui campait dans l'actuel Canale Villoresi, près de Parabiago. Les Milanais défaits se retirent à Milan, poursuivis par les troupes de Lodrisio. Malgré la réunification de deux corps les Milanais sont à nouveau défaits et Luchino est capturé. Cependant, l'armée milanaise a offert une résistance efficace. Les chevaliers de Panigo avec certains soldats provenant de Rho s'installe à Parabiago où ils ont défait 400 hommes d'armes de Lodrisio et libéré Luchino.
La nouvelle de la défaite initiale atteint Azzon, qui ordonne à ses hommes de se préparer à assiéger l'armée de Lodrisio. Les mercenaires allemands sont attaqués par les hommes de Panigo et sont mis en déroute et Lodrisio est capturé à son tour.
Lodrisio Visconti fut emprisonné dans une cage de fer à San Colombano al Lambro jusqu'en 1349, finalement libéré par Giovanni Visconti à la mort d'Azzon et de Luchino.

## Pertes
Le nombre total des victimes s'élèverait à 6 500/7 000.

### Légende

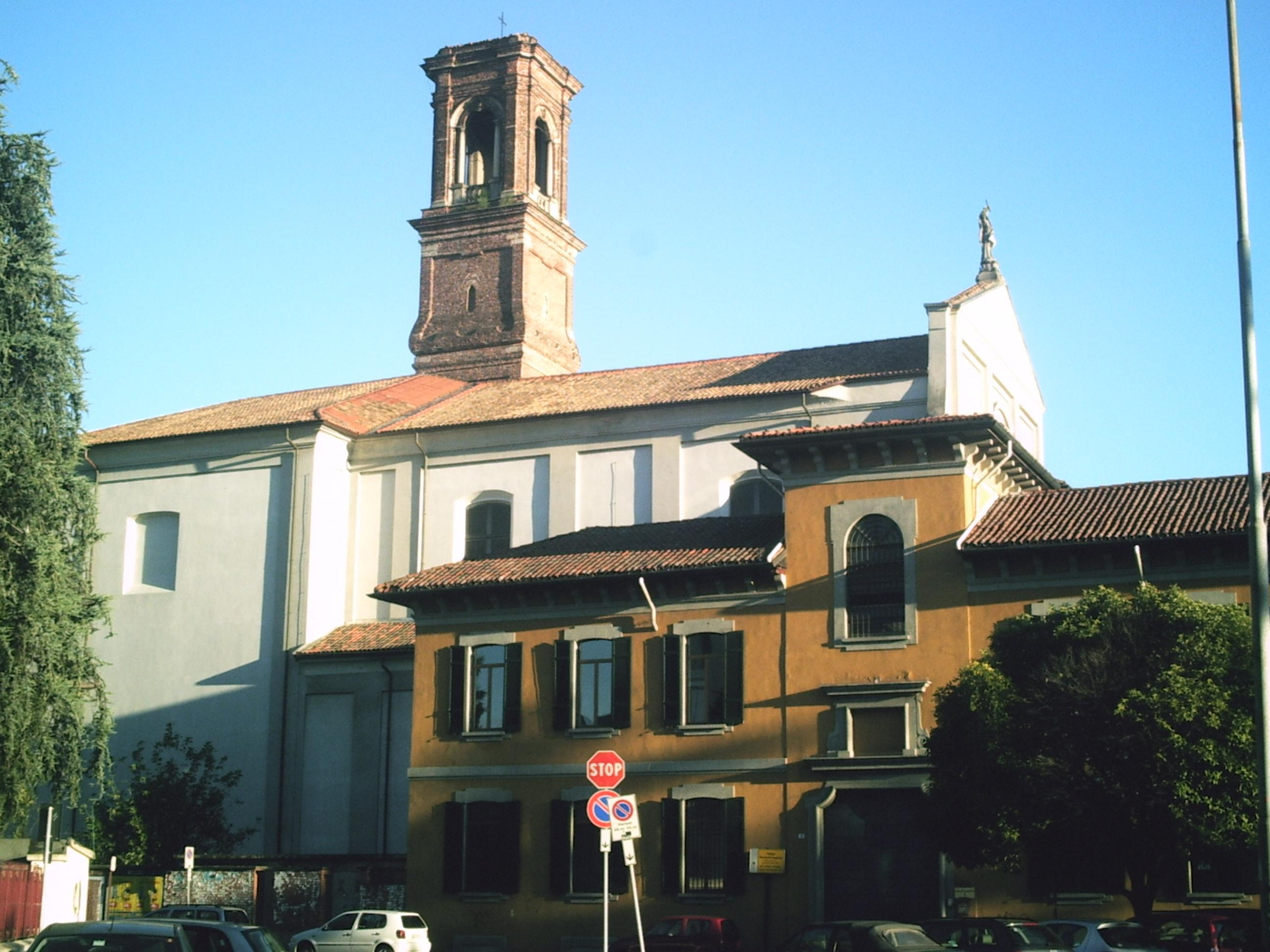
Vue latérale de l'église Sant'Ambrogio della Vittoria.

Selon la légende, saint Ambroise serait apparu lors de la bataille dans un nuage blanc, à cheval et guidant les Milanais dans les moments décisifs. Pour célébrer l'événement, Giovanni Visconti a fait construire une église et une abbaye, appelée Sant'Ambrogio della Vittoria (« Saint Ambroise de la victoire »). Jusqu'en 1581, tous les 21 février, un défilé a lieu de Milan à Parabiago en souvenir de la victoire. 

## Sources
- (it) Cet article est partiellement ou en totalité issu de l’article de Wikipédia en italien intitulé « Battaglia di Parabiago » (voir la liste des auteurs).